# Yan-Philippe Blanc
Pour les articles homonymes, voir Blanc.
Yan-Philippe Blanc, né le 3 février 1964 à Tokyo (Japon) et mort le 9 juillet 2003 dans le 10e arrondissement de Paris, est un homme d'affaires français.

## Carrière
Il fut directeur adjoint de Mercury-France filiale de PolyGram Music en 1995, président directeur général de Warner Music France, et anciennement patron du label Mercury (groupe Universal). Il a travaillé avec de nombreux artistes, dont U2, Texas, Barry White, Elton John, David Hallyday, Florent Pagny, Zazie, Axel Bauer et Faudel entre autres. Il fut vice-président du syndicat national de l’édition phonographique.
C'est lui qui convaincra plus tard Pascal Nègre, alors patron d'Universal de signer le compositeur d'ERA, Éric Lévi.
Il se tue dans un accident de la route à moto dans la nuit du 9 juillet 2003 à Paris,,.

## Vie privée
Il est le mari d'Alexia Laroche-Joubert, avec qui il a eu une fille en 2002.